# Dịch vụ Truyền hình và Phim ảnh Worldnet
Dịch vụ Truyền hình và Phim ảnh Worldnet là một nhà tài trợ truyền hình cáp và truyền hình vệ tinh kênh truyền hình trực tiếp đến khán giả bên ngoài nước Mỹ. Các hãng phim của nó được đặt tại thủ đô Washington, DC, Hoa Kỳ . Nó phát sóng 24 giờ một ngày.  Worldnet có sứ mệnh thể hiện "một bức tranh cân bằng và chính xác về xã hội, chính sách và con người Mỹ".

## Lịch sử
Worldnet được ra mắt vào năm 1983. Ban đầu, nó hoạt động dưới sự bảo trợ của Cơ quan Thông tin Hoa Kỳ (USIA). Sau đó, Worldnet trở thành một phần của Cơ quan truyền thông toàn cầu Hoa Kỳ (BBG).
Vào ngày 11 tháng 9 năm 2001, Worldnet, Sử dụng Truyền hình Bloomberg, đã gián đoạn chương trình thường xuyên của nó trên bảy vệ tinh để phát các đoạn phim thô về các cuộc tấn công khủng bố ở Thành phố New York và Washington.
Năm 2002, Worldnet đã chuyển từ một hệ thống tương tự sang một hệ thống kỹ thuật số.
Vào ngày 16 tháng 5 năm 2004, Worldnet đã được sáp nhập vào Đài tiếng nói Hoa Kỳ để giảm chi phí.

## Chương trình
Các chương trình do Worldnet sản xuất được cung cấp bằng tiếng Ả Rập, tiếng Croatia, tiếng Anh, tiếng Pháp, tiếng Quan Thoại, tiếng Tây Ban Nha, tiếng Nga, tiếng Ba Lan, tiếng Serbia, tiếng Ukraina và các ngôn ngữ khác trên thế giới. Chúng được truyền qua vệ tinh và hệ thống truyền hình cáp và truyền hình nước ngoài.
Bên cạnh đó, Worldnet cung cấp một số chương trình được sản xuất bởi các mạng khác của Hoa Kỳ, như NewsHour với Jim Lehrer, Báo cáo kinh doanh hàng đêm, Biên niên sử máy tính và Truyền hình thông tin Bloomberg.
Truyền hình giảng dạy tiếng Anh Mỹ là một phần của danh sách các chương trình. Một trong số đó là Crossroads Cafe, kết hợp đào tạo hài kịch, kịch và kỹ năng tiếng Anh.

## Pháp luật
Đạo luật Smitht Mundt năm 1948 đã hạn chế Worldnet phát sóng trực tiếp tới công dân Mỹ. Mục đích của luật pháp là bảo vệ công chúng Mỹ khỏi các hành động tuyên truyền của chính phủ nước này.